# 弁天橋駅
弁天橋駅（べんてんばしえき）は、神奈川県横浜市鶴見区弁天町にある、東日本旅客鉄道（JR東日本）鶴見線の駅である。駅番号はJI 04。

## 歴史
- 1926年（大正15年）3月10日：鶴見臨港鉄道線浜川崎駅 - 当駅間開業時に終着駅として開設[1]。当初は貨物駅[1]。
- 1930年（昭和5年）10月28日：旅客取扱開始[1]。鶴見臨港鉄道線が（仮）鶴見駅まで延伸[1]。
- 1935年（昭和10年）12月1日：貨物支線が鶴見川口駅まで開通[1]。
- 1943年（昭和18年）7月1日：鶴見臨港鉄道国有化に伴い、鉄道省鶴見線の駅となる[1]。同時に貨物取扱廃止、貨物支線起点を浅野駅に変更。
- 1971年（昭和46年）3月1日：無人駅化[1][2][3]。自動券売機を設置[3]。
- 1987年（昭和62年）4月1日：国鉄分割民営化に伴い、東日本旅客鉄道（JR東日本）の駅となる[1]。
- 2002年（平成14年）3月22日：ICカード「Suica」の利用が可能となる[4]。
- 2018年（平成30年）4月2日：新駅舎完成。
- 2022年（令和4年）2月28日：自動券売機の営業終了[5]。

### 駅名の由来
駅近くに漁師の守護神「弁天神」が奉られている池があり、その池に赤い橋が架かっていたことから駅名が付けられた。

## 駅構造
島式ホーム1面2線を有する地上駅である。改札口からホームには構内踏切を渡る。簡易Suica改札機が設置されている。
改札を出てすぐ右手にはキヨスクがあったが、現在は閉店した。無人駅だが、駅舎の一部は乗務員休憩所として使用されている。
バリアフリー化工事が完了し、スロープで改札とホーム間を行き来することが可能。バリアフリー化工事と同時期にホーム全てに屋根が付き、トイレも男女共用の水洗式だったものを多機能トイレ併設の男女別の水洗式へとリニューアルした。
鶴見小野駅側に車庫（川崎統括センター鶴見線オフィス）もあり、当駅を発着する区間列車がある。また、夜間滞泊が設定されている。
JRの特定都区市内制度における「横浜市内」の駅である。

### のりば
駅舎側が1番線。
| 番線 | 路線   | 方向 | 行先                           |
| ---- | ------ | ---- | ------------------------------ |
| 1    | 鶴見線 | 下り | 海芝浦・大川・浜川崎・扇町方面 |
| 2    | 鶴見線 | 上り | 国道・鶴見方面                 |

（出典：JR東日本:駅構内図）

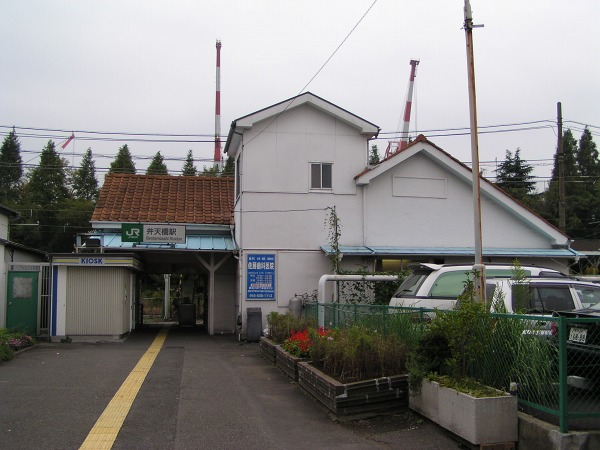
旧駅舎（2005年11月）
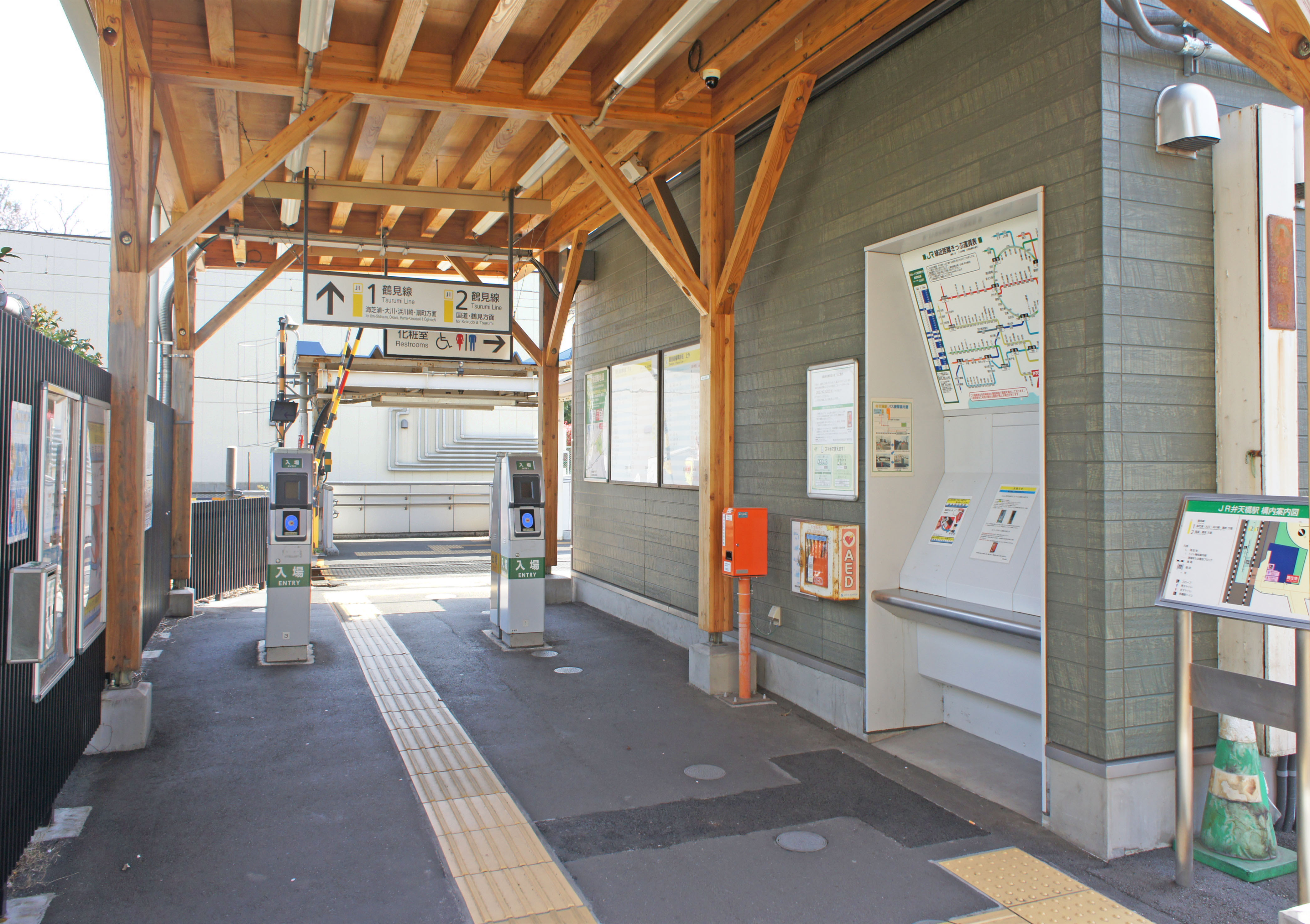
改札口（2022年4月）
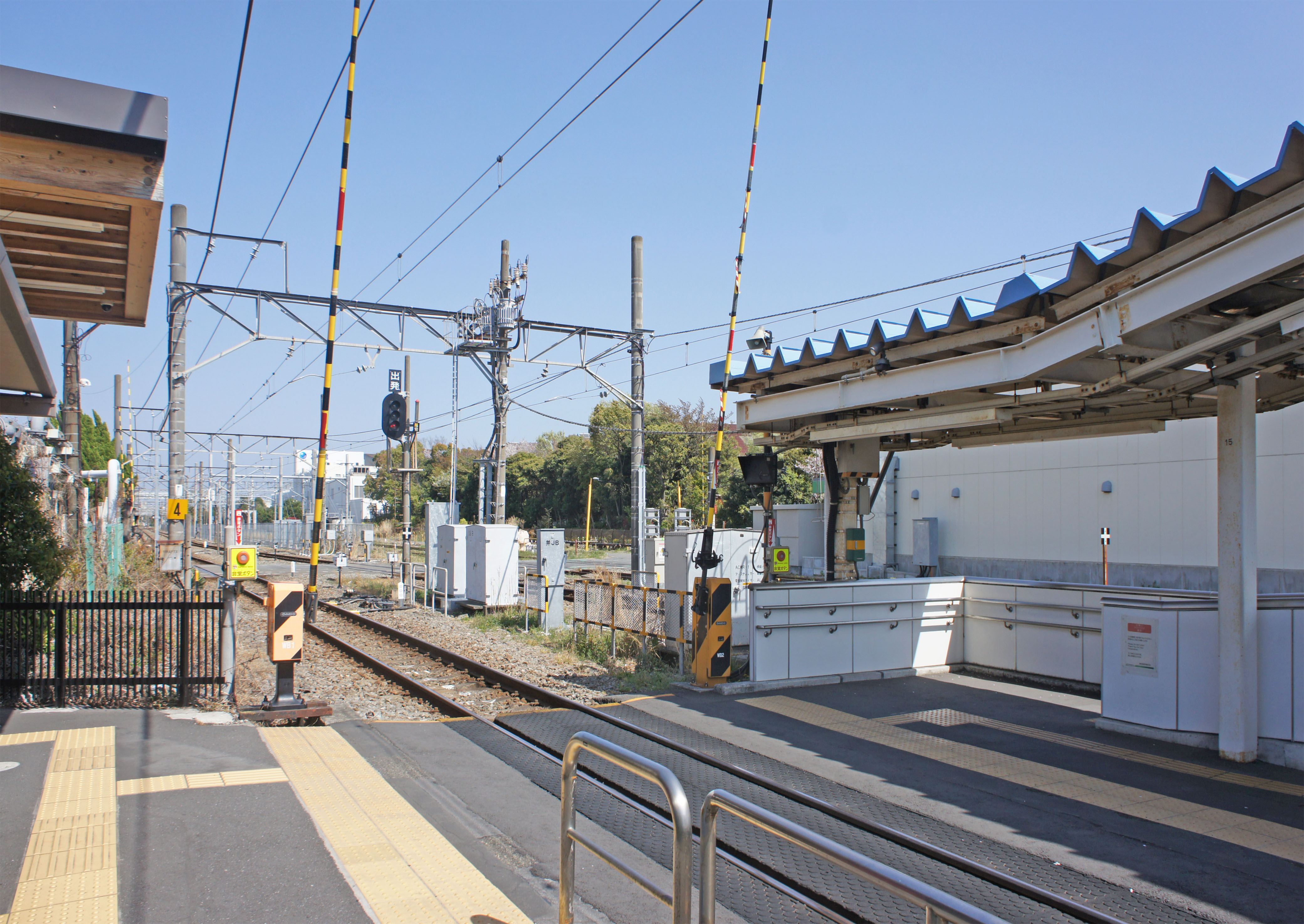
構内踏切（2022年4月）
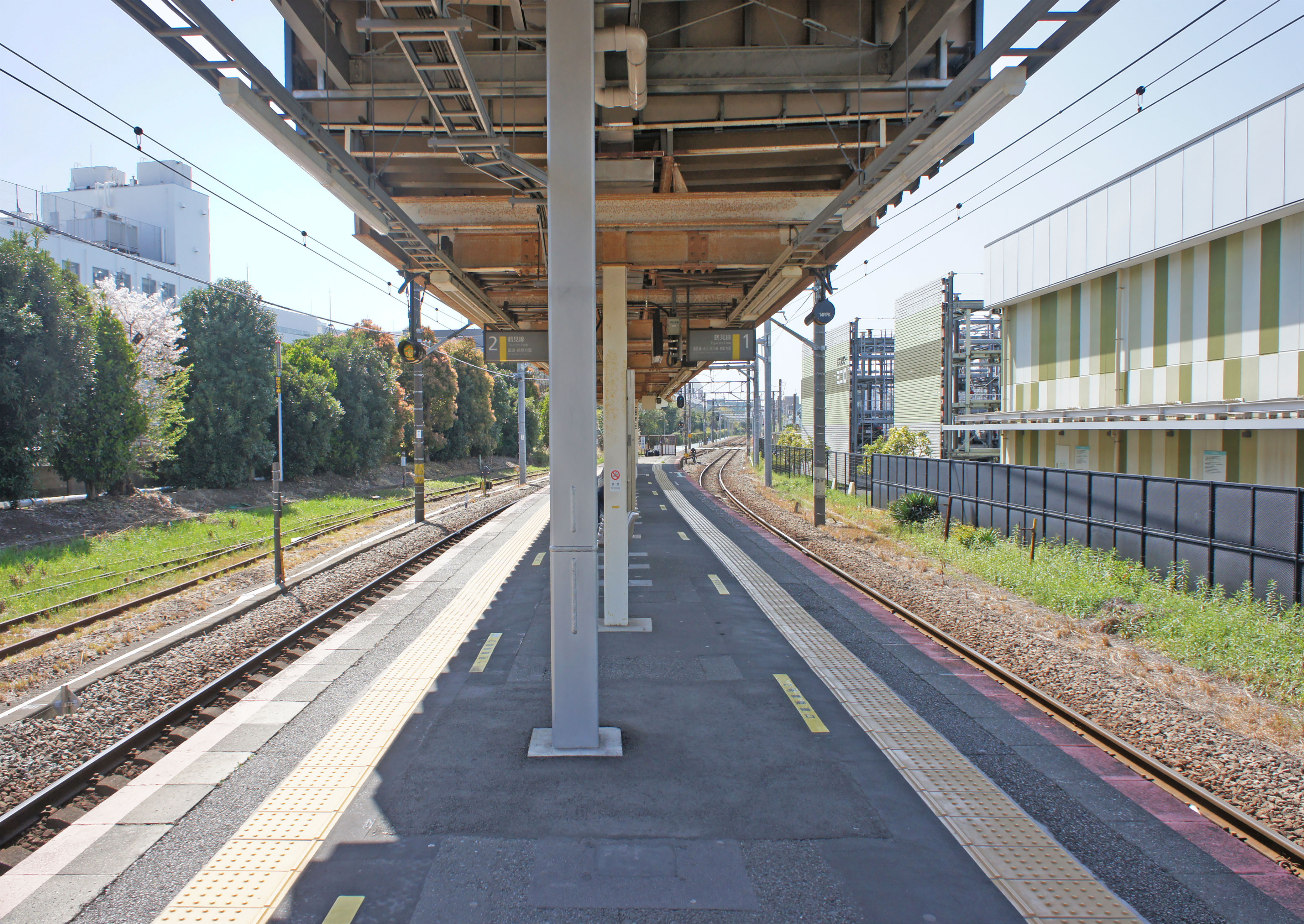
ホーム（2022年4月）

## 利用状況
2008年度の1日平均乗車人員は5,416人である。無人駅のため、2009年度以降の乗車人員は公表していない。
近年の1日平均乗車人員推移は以下の通り。
| 年度               | 1日平均 乗車人員 | 出典     |
| ------------------ | ---------------- | -------- |
| 1991年（平成03年） | 5,428            |          |
| 1992年（平成04年） | 5,606            |          |
| 1993年（平成05年） | 5,820            |          |
| 1994年（平成06年） | 5,726            |          |
| 1995年（平成07年） | 5,467            |          |
| 1996年（平成08年） | 5,316            |          |
| 1997年（平成09年） | 5,364            |          |
| 1998年（平成10年） | 5,386            | [ * 1 ]  |
| 1999年（平成11年） | 5,029            | [ * 2 ]  |
| 2000年（平成12年） | 4,839            | [ * 2 ]  |
| 2001年（平成13年） | 4,852            | [ * 3 ]  |
| 2002年（平成14年） | 4,921            | [ * 4 ]  |
| 2003年（平成15年） | 5,231            | [ * 5 ]  |
| 2004年（平成16年） | 5,103            | [ * 6 ]  |
| 2005年（平成17年） | 4,949            | [ * 7 ]  |
| 2006年（平成18年） | 4,996            | [ * 8 ]  |
| 2007年（平成19年） | 5,243            | [ * 9 ]  |
| 2008年（平成20年） | 5,416            | [ * 10 ] |

## 駅周辺
周辺は工業地帯である。
- JFEエンジニアリング横浜本社
- AGC京浜工場
- ダスキン横浜中央工場
- ジャパン マリンユナイテッド横浜事業所鶴見工場
- 仲通商店街（鶴見区）
- 汐入公園
- 横浜市立汐入小学校
- 入船公園
- ミナト・読売新聞鶴見工場
- 横浜仲通郵便局

## バス路線
弁天下
- 横浜市営バス
  - 15：鶴見駅前行

汐入2丁目
- 川崎鶴見臨港バス
  - 鶴08：鶴見駅東口行 / ふれーゆ行

汐入町2丁目
- 横浜市営バス
  - 15：鶴見駅前行

## 隣の駅
東日本旅客鉄道（JR東日本）
 鶴見線
鶴見小野駅 (JI 03) - 弁天橋駅 (JI 04) - 浅野駅 (JI 05)

### 記事本文
1. 1 2 3 4 5 6 7 8 9  曽根悟（監修） 著、朝日新聞出版分冊百科編集部 編『週刊 歴史でめぐる鉄道全路線 国鉄・JR』 38号 青梅線・鶴見線・南武線・五日市線、朝日新聞出版〈週刊朝日百科〉、2010年4月11日、16-17頁。
2. ↑  「国電鶴見線の12駅- ラッシュ線、初の無人化 駅員76人“消えた”」 毎日新聞 (毎日新聞社): p3. (1971年3月1日 夕刊)
3. 1 2  「通報 ●鶴見線国道駅ほか5駅の駅員無配置について（旅客局）」『鉄道公報』日本国有鉄道総裁室文書課、1971年2月27日、10面。
4. ↑  「JR年表」『JR気動車客車編成表 '02年版』ジェー・アール・アール、2002年7月1日、187頁。ISBN 4-88283-123-6。
5. ↑  “駅業務執行体制の再構築（その2）の提案を受ける!!” (PDF).   JR東日本労働組合横浜地方本部 (2021年9月10日). 2021年9月14日時点のオリジナルよりアーカイブ。2021年9月15日閲覧。
6. ↑  神奈川県県勢要覧
7. ↑  横浜市統計ポータル - 横浜市

### 利用状況
神奈川県県勢要覧
1. ↑  神奈川県県勢要覧（平成12年度） - 221ページ
2. 1 2  神奈川県県勢要覧（平成13年度） (PDF)  - 223ページ
3. ↑  神奈川県県勢要覧（平成14年度） (PDF)  - 221ページ
4. ↑  神奈川県県勢要覧（平成15年度） (PDF)  - 221ページ
5. ↑  神奈川県県勢要覧（平成16年度） (PDF)  - 221ページ
6. ↑  神奈川県県勢要覧（平成17年度） (PDF)  - 223ページ
7. ↑  神奈川県県勢要覧（平成18年度） (PDF)  - 223ページ
8. ↑  神奈川県県勢要覧（平成19年度） (PDF)  - 225ページ
9. ↑  神奈川県県勢要覧（平成20年度） (PDF)  - 229ページ
10. ↑  神奈川県県勢要覧（平成21年度） (PDF)  - 239ページ